# 24 Heures du Mans 1969
Navigation
Édition précédente Édition suivante
Les 24 Heures du Mans 1969 sont la 37e édition de l'épreuve et se déroulent les 14 et 15 juin 1969 sur le circuit de la Sarthe. Cette course est la huitième manche du Championnat du monde des voitures de sport 1969 (WSC - World Sportscar Championship).
Cette année 1969 voit la production minimale requise pour participer dans la catégorie « Sport » réduite de 50 à 25 exemplaires.
La victoire se joue dans le dernier tour, Jacky Ickx sur Ford l'emportant devant la Porsche de Herrmann.

## Contexte avant la course

### Principaux engagés

#### Porsche

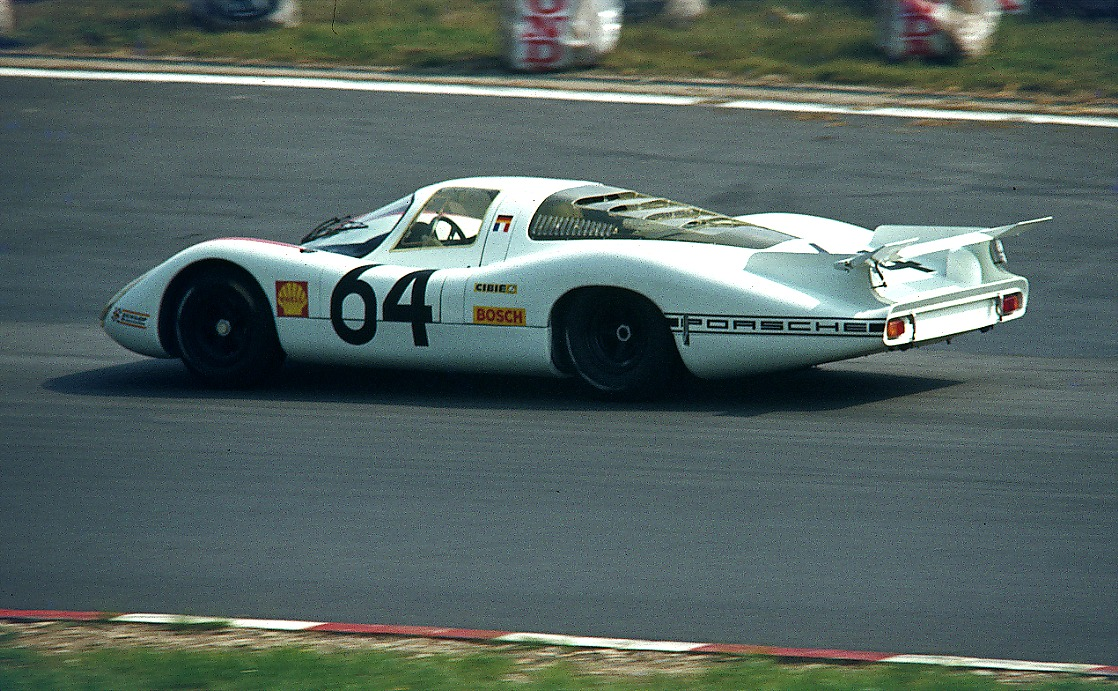
La Porsche 908 Coupé, seconde de l'épreuve et victorieuse dans la catégorie 3 litres.

Porsche, qui a déployé des moyens considérables, annonce clairement la couleur pour cette édition : la victoire. Pour atteindre cet objectif, l'usine a construit la fameuse 917, qu'on appellera par la suite « la machine à gagner les courses ».
En seulement dix mois, la Porsche 917 est développée. Elle est animée par un moteur 5 L/12-cylindres et composée de nombreux éléments en titane, en magnésium et autres alliages exotiques. Cependant, la voiture est très délicate à conduire et sa tenue de route est très compliquée à haute vitesse, les pilotes officiels ne sont pas vraiment rassurés.
Le 15 mai 1969, la CSI décide d'interdire les volets mobiles. Les Porsche 908 et 917 ne sont par conséquent plus conformes et, par là même, menacées d'exclusion. Cette annonce faite à un mois seulement du Mans, remet tout en cause pour Porsche qui envisage de se retirer de la course mancelle. Le président de la CSI (Commission sportive internationale), Maurice Baumgartner, abandonne alors cette décision et, lors d'une conférence de presse, confirme l'autorisation d'utiliser les volets mobiles, mais uniquement sur les 917.
Malgré le fait qu'aucune solution n'ait été trouvée pour résoudre l'instabilité de la voiture, trois 917 sont engagées pour la course. Deux appartiennent à l'équipe usine Porsche et la troisième sera conduite par le privé John Woolfe. Porsche engage aussi officiellement quatre 908, des trois litres qui ont déjà fait leurs preuves dans cette catégorie inférieure.
Le 13 juin, Digby Martland effectue quelques tours en configuration course mais il subit une sortie à grande vitesse à Mulsanne, sans rien toucher heureusement. Martland a pris peur et ne se sent pas apte à conduire la surpuissante 917. Il renonce à prendre part à l'épreuve. Hubert Linge, pilote d'essais chez Porsche initialement prévu sur la 917 no 15 de réserve, le remplace.

#### Ford
L'équipe de John Wyer était là, mais gérée par David Yorke. Wyer n'a pas pu se rendre au Mans, sa femme étant malade. L'équipe alignera deux Ford GT40. Jacky Ickx conduira la GT40 au châssis no 1075, lequel avait remporté l'épreuve l'année précédente avec Pedro Rodríguez de la Vega et Lucien Bianchi. Le solide V8 Ford de 4,9 L a déjà fait ses preuves et remporté par deux fois les 24 Heures du Mans.

#### Matra
Matra avait préparé une version fermée aérodynamique sur base du modèle 630. Dotée d'un moteur de 430 ch, sa carrosserie de type fermée est le résultat du travail de l'aérodynamicien Robert Choulet et affiche un {\displaystyle C_{x}} stupéfiant, inférieur à 0,25. Elle promet – sur le papier - des vitesses folles (on parle de plus de 400 km/h) dans la ligne droite des Hunaudières. Terminée trop tard, elle ne peut participer aux essais préliminaires d'avril ; par ailleurs elle a une vilaine tendance au cabrage, mais Matra obtient une autorisation d'utiliser la droite des Hunaudières pour effectuer des essais le 16 avril 1969.
C'est Pescarolo qui s'élance, le pilote prévu, Johnny Servoz-Gavin, étant en retard. Alors qu'il roule à vive allure, la voiture commence à se cabrer. Pescarolo raconte : « J'ai alors ressenti une impression extraordinaire. En effet, dès que l'avant s'était levé, je m'étais mis debout sur les freins. Mais comme les roues arrière avaient décollé aussi, ceci a eu pour effet d'arrêter le moteur. Je me suis donc retrouvé aux alentours de 250-260 km/h dans un silence absolu, à la hauteur de la cime des arbres. Sachant que dans la seconde qui suivait, j'allais mourir ». L'auto est pulvérisée, mais Pescarolo réussira à s'extraire de la voiture et, gravement blessé, restera éloigné des circuits pendant de longs mois. Matra décide donc de ne pas engager la 640 au Mans. L'écurie présente donc la barquette 650 à queue longue. Cette voiture est animée d'un V12 Matra de 3 L développant 420 ch à 11 000 tr/min, pour un poids de 740 kg. La puissance de ce moteur atteindra par la suite 470 ch en 1974.Une seule 650 est engagée mais Matra transforme deux 630 (fermées) qui prendront le nom 630/650.
L'usine engage également une 630M à carrosserie fermée, développant 420 ch pour 917 kg. Cette voiture, qui date d'un an, est passée du V8 Ford au fameux V12. Le son très particulier du V12 distingue la voiture de toutes les autres.

#### Ferrari
Les prototypes Ferrari font un retour avec le 3 L 312P. Cette année sera une année de transition pour la « Scuderia », qui alignera une 5 L, la P512, dès l'année suivante pour concurrencer la Porsche 917.

## Essais préliminaires et essais officiels
Les essais préliminaires se déroulent début avril. C'est durant ces séances que Lucien Bianchi trouvera la mort au volant de son Alfa Roméo spyder 33, au bout de la ligne droite des Hunaudières. La Porsche 917 fait ses débuts en piste lors des essais d'avril au Mans et déjà, elle pulvérise les records avec un tour à plus de 240 km/h de moyenne et des pointes à 340 km/h dans les Hunaudières.
Lors des essais officiels le mercredi précédant la course Rolf Stommelen établit un nouveau record du tour en 3’22’’9, devançant de 3’’ l’autre 917 officielle pilotée par Vic Elford. La meilleure « 3 litres », une Porsche 908 Spyder pilotée par Jo Siffert, alors le meilleur pilote de prototypes, vient en troisième position mais est devancée de six secondes, montrant l’avantage donné au Mans par la 917 qui a en fait détourné l’esprit de la réglementation édictée fin 1967. Pour le législateur la catégorie « Sport 5L » devait accueillir des voitures plus proches du Grand Tourisme comme la Ford GT40 et la Lola T70. C’est pour cela qu’une production de 50 voitures était requise. Mais ce chiffre a été abaissé à 25 fin 1968 et Porsche en a profité pour fabriquer à 25 exemplaires la 917. Contrairement aux GT40 et T70 citées précédemment la 917 est un vrai prototype et les voitures de la catégorie proto 3L ne peuvent lutter à armes égales contre elle. Heureusement pour le sport Ferrari s’engagera dans la même voie en fabricant à 25 exemplaires fin 1969 la 512, mais Matra et Alfa-Romeo devront attendre le changement de réglementation en 1972 pour revenir au premier plan.
Ces essais officiels ont tout de même montré que la 917 était très instable à grande vitesse. Le problème était d’ordre aérodynamique et ne sera résolu que pour 1970 avec une évolution de la carrosserie. En attendant la 917 est une voiture difficile à conduire et John Woolfe, un des premier clients, va le payer de sa vie.

## Course

### Nombre de pilotes qualifiés pour la course
90 pilotes sont au départ de cette trente-septième édition des 24 Heures du Mans.
| 36 Français | 19 Britanniques | 9 Allemands     | 7 Suisses    | 5 Belges     |
| 5 Italiens  | 2 Américains    | 2 Suédois       | 1 Australien | 1 Autrichien |
| 1 Mexicain  | 1 Néerlandais   | 1 Néo-Zélandais |              |              |

### Déroulement de l'épreuve

#### Le départ
Le départ est donné exceptionnellement à 14 h en raison de l'élection présidentielle. Cette 37e édition sera également la dernière durant laquelle les concurrents partent en courant vers leurs voitures, placées en épi, depuis le côté opposé de la piste. Jacky Ickx, qui n'approuvait pas ce type de départ, partira bon dernier pour marquer sa désapprobation, après avoir marché vers sa voiture, s'être installé tranquillement, puis avoir bouclé sa ceinture de sécurité. Paradoxalement, ce départ en queue de peloton lui évitera peut-être d’être pris dans l’accident du premier tour. En 1970, la « course à pied » vers les voitures sera supprimée et à partir de 1971 le départ sera donné lancé après un tour de reconnaissance.

#### Un premier tour tragique
Alors que Stommelen, au volant de la 917 no 14 caracole déjà en tête, bouclant son premier tour en 3 min 43 s, soit une moyenne de 237 km/h, John Woolfe, en douzième position, empiète sur l'herbe à Maison Blanche et, perdant le contrôle de la délicate 917, heurte de face le talus. Afin de partir plus vite, il n'a malheureusement pas encore bouclé sa ceinture de sécurité, aussi est-il éjecté du véhicule lors de l'impact. Sa voiture, coupée en deux, retourne sur la piste avant d'être prise de plein fouet par la Ferrari 312P, venant en sens inverse, de Chris Amon. Les voitures, encore pleines d'essence, s'enflamment, laissant dégager une épaisse fumée noire. John Woolfe perd la vie à 37 ans. La course n'est pas arrêtée mais seules les onze premières voitures, passées avant celle de John Woolfe, plus deux qui sont passées à travers l'incendie, continuent la ronde. Les suivantes sont bloquées afin que l'on dégage la piste pendant environ trois à cinq minutes.

#### Une fin de course d'anthologie
La course est d’abord dominée par les Porsche, mais cinq des six voitures officielles vont abandonner. Le dimanche vers 11 h, la Porsche 917 de Vic Elford, largement en tête, casse son embrayage. La course est relancée car la Ford GT40 de Ickx-Oliver et la Porsche 908 coupé de Herrmann-Larousse se retrouvent au coude à coude. La seule Ferrari ayant survécu au premier tour a aussi abandonné, et les Matra ont été retardées. La Ford GT40 et la Porsche 908 se valent. La Ford est plus puissante (420 ch contre 350) mais plus lourde (1050 kg contre 700) et sa conception, remontant à 1963, est plus ancienne. Comme dit plus haut c’est presque une GT. Aux essais elles ont réalisé des temps proches.
Les deux voitures vont échanger leurs positions pendant trois heures sans qu’aucune des deux ne prennent vraiment l’avantage. Finalement, dans le dernier tour Jacky Ickx utilise une ruse qui va lui faire gagner la course. Il simule une panne d’essence au début de la ligne droite. Herrmann, croyant sa chance venue accélère mais Ickx en profite pour se mettre dans son sillage et, profitant de l’aspiration, le double dans la courbe des Hunaudières à la fin de la ligne droite. Il a gagné la course! S’il y a eu d’autres arrivées très serrées c’est la seule fois où la course s’est jouée à la régulière dans le dernier tour entre deux marques différentes. Cette victoire contribuera à l’écriture de la légende du jeune Jacky Ickx, 24 ans à l’époque.
Un écart de 120 mètres, soit la deuxième plus courte distance jamais enregistrée, séparera le premier du second après 24 heures de course.

### Classement de la course

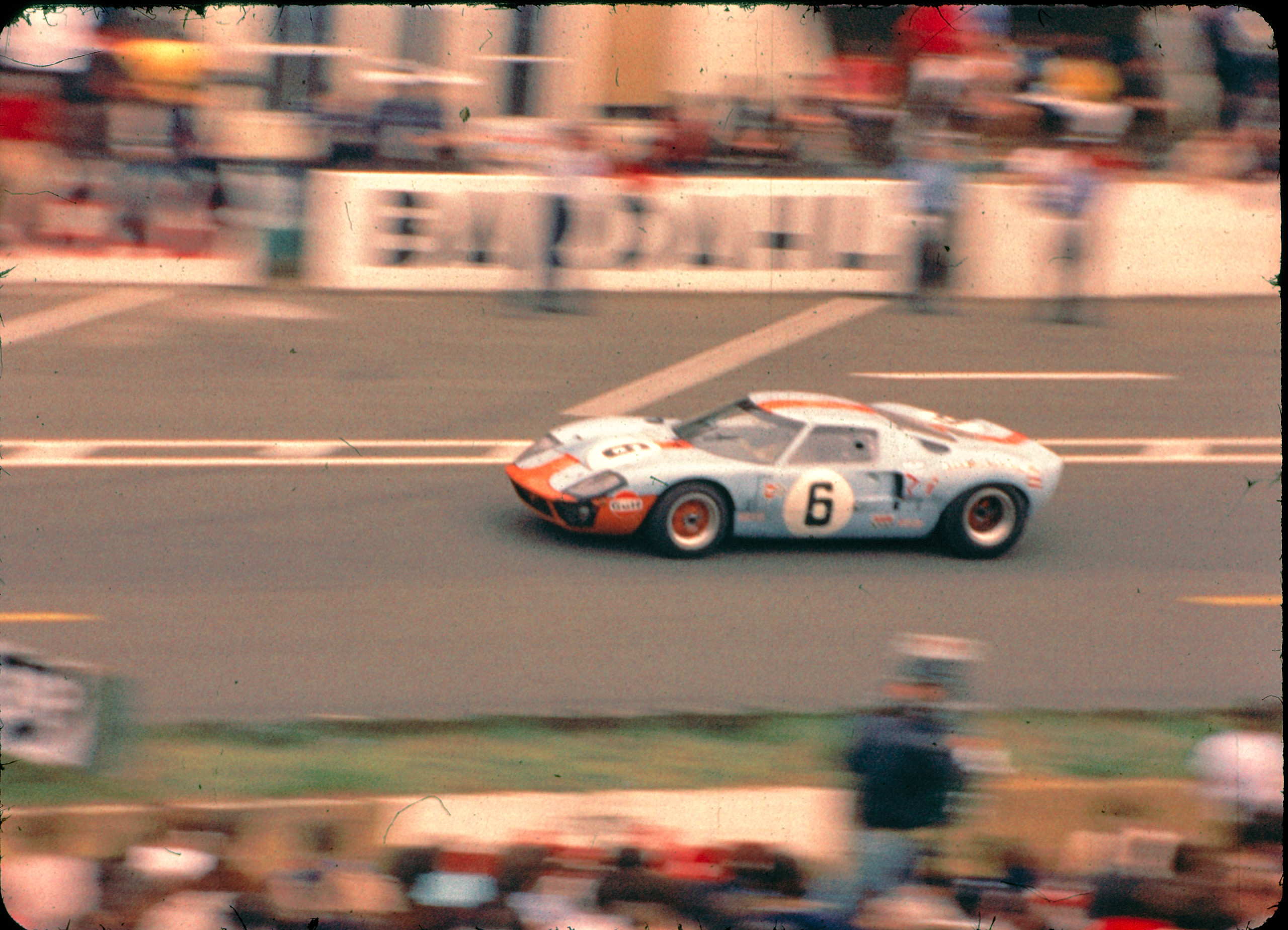
La Ford GT40 Mk I, victorieuse de l'édition 1969.

| Pos. | Catégorie | no | Écurie                           | Pilotes                                 | Châssis               | Moteur                  | Pneus | Tours/Abandon |
| ---- | --------- | -- | -------------------------------- | --------------------------------------- | --------------------- | ----------------------- | ----- | ------------- |
| 1    | S 5.0     | 6  | John Wyer Automotive Engineering | Jacky Ickx Jackie Oliver                | Ford GT40 Mk I        | Ford 4.9L V8            | F     | 372           |
| 2    | P 3.0     | 64 | Porsche System Engineering       | Hans Herrmann Gérard Larrousse          | Porsche 908           | Porsche 3.0L Flat-8     | D     | 372           |
| 3    | S 5.0     | 7  | John Wyer Automotive Engineering | David Hobbs Mike Hailwood               | Ford GT40 Mk I        | Ford 4.9L V8            | F     | 368           |
| 4    | P 3.0     | 33 | Équipe Matra                     | Jean-Pierre Beltoise Piers Courage      | Matra MS650           | Matra 3.0L V12          | D     | 368           |
| 5    | P 3.0     | 32 | Équipe Matra                     | Jean Guichet Nino Vaccarella            | Matra MS630           | Matra 3.0L V12          | D     | 359           |
| 6    | S 5.0     | 68 | Deutsche Auto Zeitung            | Helmut Kelleners Reinhold Joest         | Ford GT40 Mk I        | Ford 4.7L V8            | D     | 341           |
| 7    | P 3.0     | 35 | Équipe Matra                     | Nanni Galli Robin Widdows               | Matra MS630/650       | Matra 3.0L V12          | D     | 330           |
| 8    | S 5.0     | 17 | North American Racing Team       | Teodoro Zeccoli Sam Posey               | Ferrari 250 LM        | Ferrari 3.3L V12        | G     | 329           |
| 9    | S 2.0     | 39 | Christian Poirot (de)            | Christian Poirot (de) Pierre Maublanc   | Porsche 910           | Porsche 2.0L Flat-6     | D     | 312           |
| 10   | GT 2.0    | 41 | Jean-Pierre Gaban                | Jean-Pierre Gaban Yves Deprez           | Porsche 911S          | Porsche 2.0L Flat-6     | D     | 306           |
| 11   | GT 2.0    | 40 | Auguste Veuillet                 | Claude Ballot-Léna Guy Chasseuil        | Porsche 911T          | Porsche 2.0L Flat-6     | D     | 301           |
| 12   | P 1.15    | 50 | Société des Automobiles Alpine   | Alain Serpaggi Christian Ethuin         | Alpine A210           | Renault-Gordini 1.0L I4 | D     | 292           |
| 13   | GT 2.0    | 44 | Claude Laurent                   | Claude Laurent Jacques Marché           | Porsche 911T          | Porsche 2.0L Flat-6     | D     | 287           |
| 14   | GT 2.0    | 67 | Philippe Farjon                  | Philippe Farjon Jacques Dechaumel       | Porsche 911S          | Porsche 2.0L Flat-6     | D     | 286           |
| Abd. | S 5.0     | 12 | Porsche System Engineering       | Vic Elford Richard Attwood              | Porsche 917           | Porsche 4.5L Flat-12    | D     | 327           |
| Abd. | P 3.0     | 22 | Porsche System Engineering       | Rüdi Lins Willi Kauhsen                 | Porsche 908           | Porsche 3.0L Flat-8     | F     | 317           |
| Abd. | P 1.6     | 45 | Société des Automobiles Alpine   | Jean-Claude Killy Bob Wollek            | Alpine A210           | Renault-Gordini 1.5L I4 | D     | 242           |
| Abd. | GT 2.0    | 66 | Jean Egreteaud                   | Jean Edreteaud Raymond Lopez (de)       | Porsche 911T          | Porsche 2.0L Flat-6     | D     | 241           |
| Abd. | P 3.0     | 18 | SpA Ferrari SEFAC                | Pedro Rodríguez David Piper             | Ferrari 312 P Coupé   | Ferrari 3.0L V12        | F     | 223           |
| Abd. | P 3.0     | 29 | Société des Automobiles Alpine   | Patrick Depailler Jean-Pierre Jabouille | Alpine A220/69        | Renault-Gordini 3.0L V8 | M     | 209           |
| Abd. | P 3.0     | 23 | Porsche System Engineering       | Udo Schütz Gerhard Mitter               | Porsche 908           | Porsche 3.0L Flat-8     | D     | 199           |
| Abd. | GT +2.0   | 1  | Scuderia Filipinetti             | Henry Greder Reine Wisell               | Chevrolet Corvette C3 | Chevrolet 7.0L V8       | G     | 196           |
| Abd. | GT 2.0    | 63 | Marcel Martin                    | René Mazzia Pierre Mauroy               | Porsche 911T          | Porsche 2.0L Flat-6     | D     | 174           |
| Abd. | P 3.0     | 31 | Société des Automobiles Alpine   | Jean-Pierre Nicolas Jean-Luc Thérier    | Alpine A220/68        | Renault-Gordini 3.0L V8 | M     | 160           |
| Abd. | P 3.0     | 34 | Équipe Matra                     | Johnny Servoz-Gavin Herbert Müller      | Matra MS630/650       | Matra 3.0L V12          | D     | 158           |
| Abd. | S 5.0     | 14 | Porsche System Engineering       | Rolf Stommelen Kurt Ahrens Jr.          | Porsche 917           | Porsche 4.5L Flat-12    | D     | 148           |
| Abd. | S 5.0     | 2  | Scuderia Filipinetti             | Jo Bonnier Masten Gregory               | Lola T70 Mk IIIB      | Chevrolet 5.0L V8       | G     | 134           |
| Abd. | P 3.0     | 28 | Société des Automobiles Alpine   | Jean Vinatier André de Cortanze         | Alpine A220/69        | Renault-Gordini 3.0L V8 | M     | 133           |
| Abd. | S 5.0     | 8  | Peter Sadler                     | Peter Sadler Paul Vestey                | Ford GT40 Mk I        | Ford 4.7L V8            | F     | 106           |
| Abd. | S 2.0     | 43 | J.C.B. Excavators Ltd.           | Roger Enever Peter Brown                | Chevron B8            | BMW 2.0L I4             | D     | 100           |
| Abd. | P 1.3     | 49 | Trophée Le Mans Alpine           | Jacques Foucteau Patrice Compain        | Alpine A210           | Renault-Gordini 1.3L I4 | D     | 97            |
| Abd. | P 2.0     | 38 | Racing Team VDS                  | Gustave Gosselin Claude Bourgoignie     | Alfa Romeo T33/2      | Alfa Romeo 2.0L V8      | D     | 76            |
| Abd. | P 3.0     | 20 | Hart Ski Racing                  | Jo Siffert Brian Redman                 | Porsche 908/2L        | Porsche 3.0L Flat-8     | F     | 60            |
| Abd. | P 3.0     | 30 | Société des Automobiles Alpine   | Jean-Claude Andruet Henri Grandsire     | Alpine A220/69        | Renault-Gordini 3.0L V8 | M     | 48            |
| Abd. | S 5.0     | 9  | Alan Mann Racing Ltd.            | Frank Gardner Malcolm Guthrie           | Ford GT40 Mk I        | Ford 4.9L V8            | G     | 42            |
| Abd. | GT +2.0   | 59 | Scuderia Filipinetti             | Claude Haldi Jacques Rey                | Ferrari 275 GTB/C     | Ferrari 3.3L V12        | G     | 39            |
| Abd. | P 3.0     | 36 | Racing Team VDS                  | Teddy Pilette Rob Slotemaker            | Alfa Romeo T33/2.5    | Alfa Romeo 2.5L V8      | D     | 35            |
| Abd. | GT 2.0    | 42 | Wicky Racing Team                | André Wicky Edgar Berney                | Porsche 911T          | Porsche 2.0L Flat-6     | D     | 34            |
| Abd. | P 2.0     | 62 | Mark Konig                       | Mark Konig Tony Lanfranchi              | Nomad Mk II           | BRM 2.0L V8             | D     | 28            |
| Abd. | P 2.0     | 37 | Donald Healey Motor Company      | Clive Baker Jeff Harris                 | Healey SR             | Coventry Climax 2.0L V8 | D     | 14            |
| Abd. | P 2.0     | 60 | Robert Buchet                    | Jean de Mortemart Jean Mesange          | Porsche 910           | Porsche 2.0L Flat-6     | D     | 10            |
| Abd. | P 1.15    | 51 | Écurie Fiat Abarth France        | Maurizio Zanetti Ugo Locatelli          | Fiat Abarth 1000SP    | Fiat 1.0L I4            | D     | 9             |
| Abd. | P 1.6     | 46 | Écurie Savin Calberson           | Alain Le Guellec Bernard Tramont        | Alpine A210           | Renault-Gordini 1.5L I4 | D     | 1             |
| Abd. | S 5.0     | 10 | John Woolfe Racing               | John Woolfe (en) Herbert Linge          | Porsche 917           | Porsche 4.5L Flat-12    | D     | 0             |
| Abd. | P 3.0     | 19 | SpA Ferrari SEFAC                | Chris Amon Peter Schetty                | Ferrari 312 P         | Ferrari 3.0L V12        | F     | 0             |

Note :
- Dans la colonne Pneus[13] apparaît l'initiale du fournisseur, il suffit de placer le pointeur au-dessus du modèle pour connaître le manufacturier de pneumatiques.

### Statistiques et informations diverses
- Longueur du circuit : 13,469 km
- Distance parcourue : 4 997,880 km
- Vitesse moyenne : 208,250 km/h
- Écart avec le 2e : 0,120 km
- environ 400 000 spectateurs[13]

#### Pole position et record du tour
- Pole position :  Rolf Stommelen (no 14, Porsche 917 LH, Porsche System Engineering) en 3 min 22 s 9 (238,977 km/h)
- Meilleur tour en course :  Vic Elford (no 12, Porsche 917 LH, Porsche System Engineering) en 3 min 27 s 2 (234,017 km/h) au neuvième tour

## Prix et trophées
- Victoire au classement à l'indice de rendement énergétique :  John Wyer Automotive Engineering (no 6, Ford GT40)
- Victoire au classement à l'indice de performance :  Société des Automobiles Alpine (no 50, Alpine A210)

## Heures en tête
| no | Voiture        | Écurie                     | Pilotes                    | Heures    | Total     |
| -- | -------------- | -------------------------- | -------------------------- | --------- | --------- |
| 14 | Porsche 917 LH | Porsche System Engineering | Rolf Stommelen Kurt Ahrens | 1re       | 1 heure   |
| 20 | Porsche 908/2  | Hart Ski Racing            | Jo Siffert Brian Redman    | 2e à 3e   | 2 heures  |
| 12 | Porsche 917 LH | Porsche System Engineering | Vic Elford Richard Attwood | 4e à 21e  | 18 heures |
| 6  | Ford GT40      | John Wyer                  | Jacky Ickx Jackie Oliver   | 22e à 24e | 3 heures  |